# Lista światowego dziedzictwa UNESCO w Iraku
Lista światowego dziedzictwa UNESCO w Iraku – lista miejsc w Iraku wpisanych na Listę światowego dziedzictwa UNESCO, ustanowionej na mocy Konwencji w sprawie ochrony światowego dziedzictwa kulturowego i naturalnego, przyjętej przez UNESCO na 17. sesji w Paryżu 16 listopada 1972 i ratyfikowanej przez Irak 5 marca 1974 roku.
Obecnie (stan w 2019 roku) na liście znajduje się sześć obiektów: pięć dziedzictwa kulturowego i jeden o charakterze przyrodniczo-kulturowym, z czego trzy obiekty znajdują się również na liście światowego dziedzictwa w zagrożeniu.
Na irackiej liście informacyjnej UNESCO – liście obiektów, które Irak zamierza rozpatrzyć do zgłoszenia do wpisu na listę światowego dziedzictwa, znajduje się 11 obiektów (stan w roku 2019).

## Obiekty na liście światowego dziedzictwa UNESCO
Poniższa tabela przedstawia irackie obiekty na liście światowego dziedzictwa UNESCO:
Nr ref. – numer referencyjny UNESCO;
Obiekt – polskie tłumaczenie nazwy wpisu na liście wraz z jej angielskim oryginałem;
Położenie – miasto, region; współrzędne geograficzne;
Typ – klasyfikacja według Komitetu Światowego Dziedzictwa: 
- kulturowe (K),
- przyrodnicze (P),
- kulturowo–przyrodnicze (K,P);

Rok wpisu – roku wpisu na listę;
Opis – krótki opis obiektu wraz z informacjami o jego zagrożeniu.
     † zagrożone
| Nr ref. | Obiekt | Zdjęcie | Położenie                                              | Typ                  | Rok  | Opis |
| ------- | --- | ------- | ------------------------------------------------------ | -------------------- | ---- | --- |
| 1130    | Aszur (Kalaat Szirkat) Ashur (Qal'at Sherqat) |         | Salah ad-Din 35°27′32″N 43°15′35″E/35,458889 43,259722 | K (iii)(iv)          | 2003 | Starożytne miasto Mezopotamii z 3000 p.n.e., pierwsza stolicy Asyrii, święte miasto Aszura z jego główną świątynią E-szara, zniszczone przez Babilończyków, odzyskało świetność w okresie partyjskim (I–II w. n.e.) Od 2003 roku na liście światowego dziedzictwa w zagrożeniu, wpisane na listę z uwagi na zagrożenie związane z budową tamy i częściowym zalaniem. Chociaż projekt budowy tamy został zawieszony, obiekt jest zagrożony przez brak odpowiedniej ochrony. |
| 1437    | Cytadela w Irbilu Erbil Citadel |         | Irbil 36°11′28″N 44°00′33″E/36,191111 44,009167        | K (iv)               | 2014 | Twierdza na tellu nad miastem Irbil w Kurdystanie, przykład osmańskiej architektury XIX w. Zachowały się tu ślady osadnictwa asyryjskiego. |
| 277     | Hatra |         | Niniwa 35°35′17″N 42°43′06″E/35,588056 42,718333       | K (ii)(iii)(iv)(vi)  | 1985 | Ufortyfikowane starożytne miasto Mezopotamii, które dwukrotnie stawiło opór Rzymianom w II w. Architektura Hatry łączy w sobie elementy sztuki hellenistycznej i rzymskiej. W marcu 2015, Państwo Islamskie dokonało zniszczeń Hatry. Od 2015 roku na liście światowego dziedzictwa w zagrożeniu. |
| 276     | Starożytne miasto Samarra Samarra Archaeological City |         | Salah ad-Din 34°20′28″N 43°49′25″E/34,341111 43,823611 | K (ii)(iii)(iv)      | 2007 | Przez ponad sto lat stolica imperium Abbasydów, centrum architektury i sztuki muzułmańskiej – z dwoma największymi wówczas meczetami świata muzułmańskiego: Wielkim Meczetem i Spiralnym Minaretem z IX w. Od 2007 roku na liście światowego dziedzictwa w zagrożeniu z uwagi na brak odpowiedniej ochrony w czasach konfliktu. |
| 1481    | Ahwar w południowym Iraku: ostoja bioróżnorodności i reliktowy krajobraz miast mezopotamskich The Ahwar of Southern Iraq: Refuge of Biodiversity and the Relict Landscape of the Mesopotamian Cities |         | Majsan 31°33′44″N 47°39′28″E/31,562222 47,657778       | K, P (iii)(v)(ix)(x) | 2016 | Obszary bagienne w delcie Tygrysu i Eufratu w południowym Iraku (Ahwar) – kolebka cywilizacji Mezopotamii. Znajdują się tu trzy stanowiska archeologiczne: Warka (Uruk), Tall al-Mukajjar (Ur) i Abu Szahrajn (Eridu) oraz cztery obszary mokradeł. |
| 278     | Babilon Babylon |         | Babilon 32°32′31,1″N 44°25′15,0″E/32,541969 44,420833  | K (iii)(vi)          | 2019 | Starożytne miasto Mezopotamii, stolica Babilonii, święte miasto ze świątynią boga Marduka – E-sagila oraz zigguratem E-temenanki. |

## Obiekty na irackiej Liście Informacyjnej UNESCO
Poniższa tabela przedstawia obiekty na irackiej Liście Informacyjnej UNESCO:
Nr ref. – numer referencyjny UNESCO;
Obiekt – polskie nazwa obiektu wraz z jej angielskim oryginałem na irackiej Liście Informacyjnej;
Położenie – miasto, region; współrzędne geograficzne;
Typ – klasyfikacja według zgłoszenia: 
- kulturowe (K),
- przyrodnicze (P),
- kulturowo–przyrodnicze (K,P);

Rok wpisu – roku wpisu na Listę Informacyjną;
Opis – krótki opis obiektu wraz z informacjami o jego zagrożeniu.
| Nr ref. | Obiekt | Zdjęcie | Położenie                                                  | Typ                          | Rok  | Opis |
| ------- | --- | ------- | ---------------------------------------------------------- | ---------------------------- | ---- | --- |
| 1463    | Nimrud |         | Niniwa 36°21′34″N 43°09′10″E/36,359444 43,152778           | K (i)(ii)(iii)               | 2000 | Starożytne miasto Mezopotamii, w IX i VIII w. p.n.e. stolica imperium asyryjskiego.                                                                                             |
| 1465    | Niniwa The Ancient City of Nineveh |         | Niniwa 36°11′28″N 44°00′33″E/36,191111 44,009167           | K (i)(ii)(iii)(iv)(v)(vi)    | 2000 | Starożytne miasto Mezopotamii, w VIII w. p.n.e. stolica Asyrii. |
| 1467    | Kasr al-Uchajdir The Fortress of Al-Ukhaidar                                                                                                 |         | Karbala 32°26′26″N 43°36′08″E/32,440556 43,602222          | K (i)(ii)                    | 2000 | Forteca z VIII w., przykład islamskiej architektury obronnej. |
| 1468    | Wasit |         | Wasit 32°20′19″N 45°56′01″E/32,338611 45,933611            | K (i)(ii)(iv)                | 2000 | Islamskie miasto z VII w., administracyjne centrum Iraku. |
| 5497    | Grób Ezechiela The Site of Thilkifl |         | An-Nadżaf 32°13′37″N 44°22′02″E/32,226944 44,367222        | K (i)(ii)(iii)(iv)(v)(vi)    | 2010 | Grób w Al Kifl uznawany za miejsce ostatniego spoczynku proroka Dhu'l-Kifla utożsamianego ze starotestamentowym prorokiem Ezechielem; cel pielgrzymek żydów i muzułmanów.       |
| 5578    | Wadi Al-Salam Wadi Al-Salam Cemetery in Najaf                                                                                                |         | An-Nadżaf 32°00′18″N 44°18′54″E/32,005000 44,315000        | K (iii)(v)(vi)               | 2011 | Jeden z największych cmentarzy na świecie, gdzie zmarli chowani są nieprzerwanie od 1400 lat.                                                                                   |
| 5601    | Al-Amadijja Amedy city |         | Dahuk 37°05′33″N 43°29′14″E/37,092500 43,487222            | K, P (i)(ii)(iii)(vii)(viii) | 2011 | Jedno z najstarszych miast świata, wzmiankowane w IX w. p.n.e. |
| 5880    | Bagdad Rusafa Historical Features of the Tigris River in Baghdad Rusafa, which extends from the school Al-Mustansiriya to the Abbasid Palace |         | Bagdad 33°20′00″N 44°23′00″E/33,333333 44,383333           | K (i)(ii)(iv)(vi)            | 2016 | Część Bagdadu położona na wschodnim brzegu Tygrysu, gdzie m.in. znajduje się uniwersytet Al-Mustansiriya założony w 1227 roku.                                                  |
| 6172    | Neolityczna osada Bestansur Bestansur Neolithic settlement                                                                                   |         | As-Sulajmanijja 35°22′36″N 45°38′44″E/35,376667 45,645556  | K (iii)(iv)                  | 2017 | Neolityczna osada Bestansur – jedna z najstarszych na świecie. |
| 6173    | Nippur |         | Al-Kadisijja 32°07′22,8″N 45°14′06,0″E/32,123000 45,235000 | K (iii)(vi)                  | 2017 | Starożytne miasto w południowej Mezopotamii, pradawna stolica religijna Sumeru i główne miejsce kultu boga Enlila (w świątyni E-kur); obecnie stanowisko archeologiczne Niffar. |
| 6355    | Stare miasto w Mosulu Old City of Mosul |         | Mosul 36°20′00″N 43°07′00″E/36,333333 43,116667            | K (iii)(v)(vi)               | 2018 | Stare miasto z zabudowaniami architektury islamskiej z okresu od XII do XIX w.                                                                                                  |